# Devil’s Garden
A Devil's Garden (az Ördög kertje) az Arches Nemzeti Park egy területe, Utah államban, az Amerikai Egyesült Államokban, ahol számos látványos  sziklaképződmény található, amelyeket a természet erózió útján alakított ki.
A területen áthaladó út 11 km hosszú, és  a következő (homokkő) sziklaképződmények mellett vezet el: Tunnel Arch, Pine Tree Arch, Landscape Arch, Partition Arch, Navajo Arch, Double O Arch, Dark Angel monolith, Private Arch és a Fin Canyon. 2008-as összeomlásásig itt volt a Wall Arch is. A Black Arch sötét körvonalai is láthatók az útról, ez utóbbi jelzetlen ösvényen érhető el. A turistaút vége az Arches Nemzeti Park fő útjánál végződik.
A Devil's Garden-ben camping és amfiteátrum is található.

## Galéria

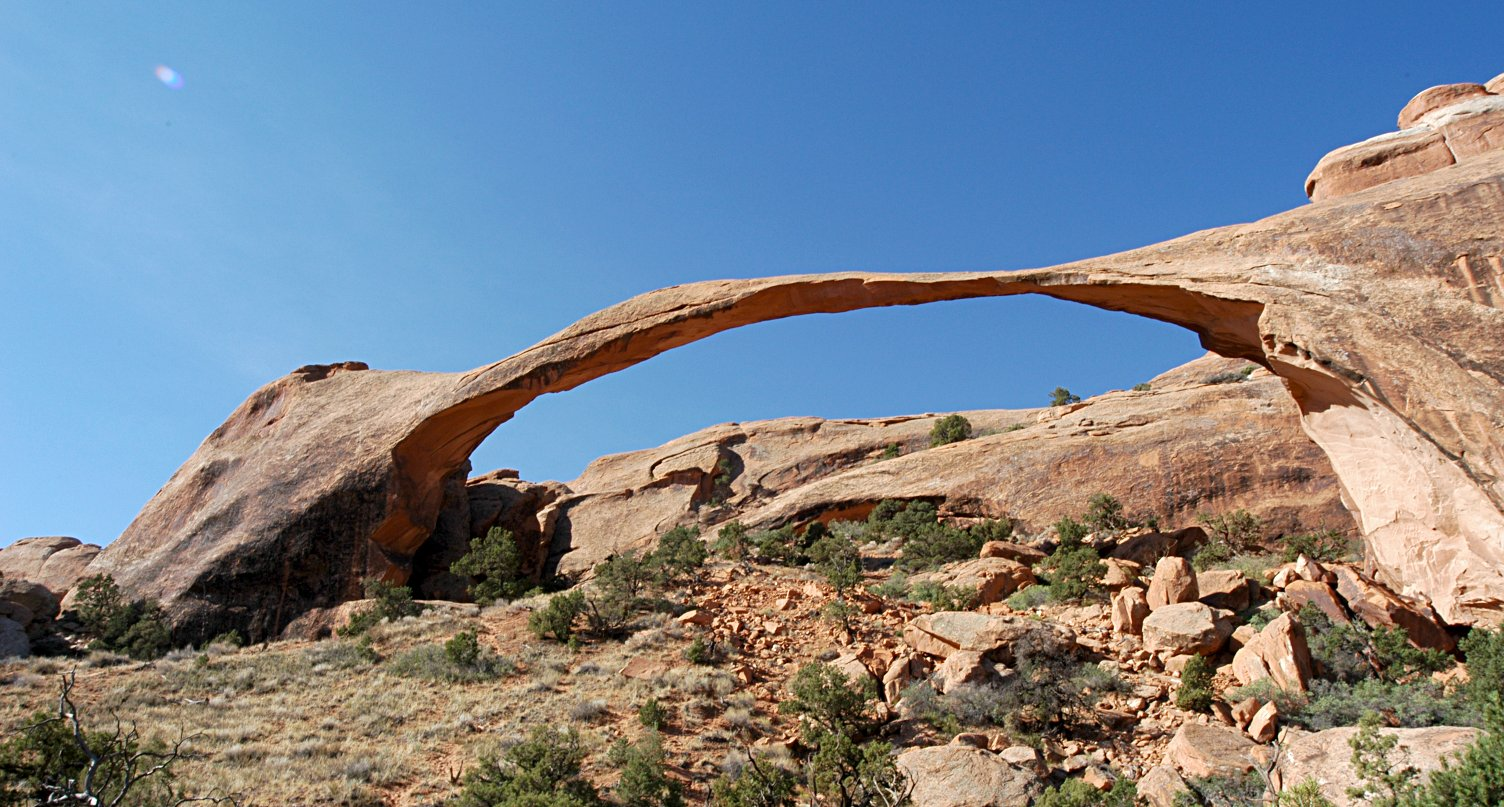
Landscape arch
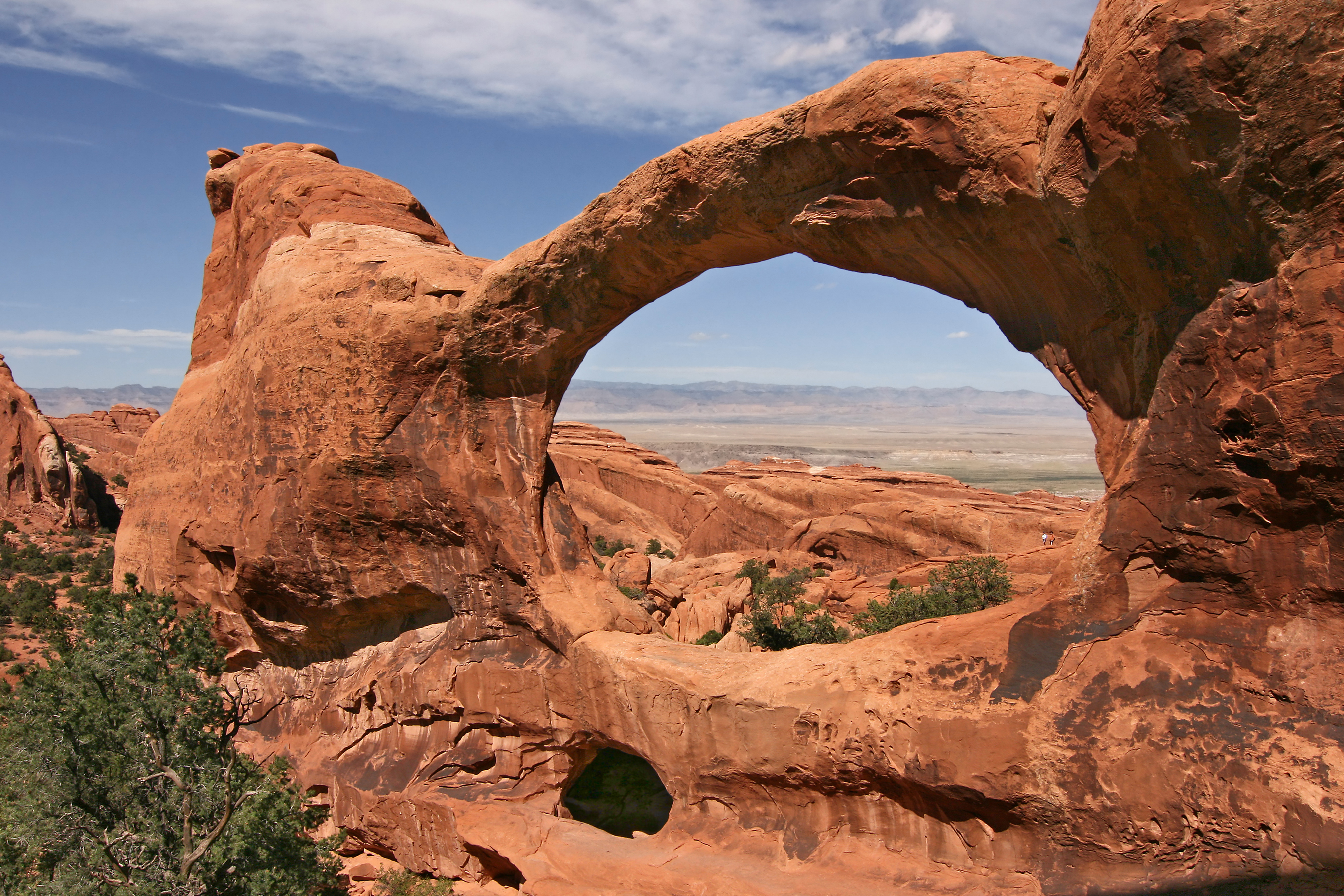
Double-O-Arch
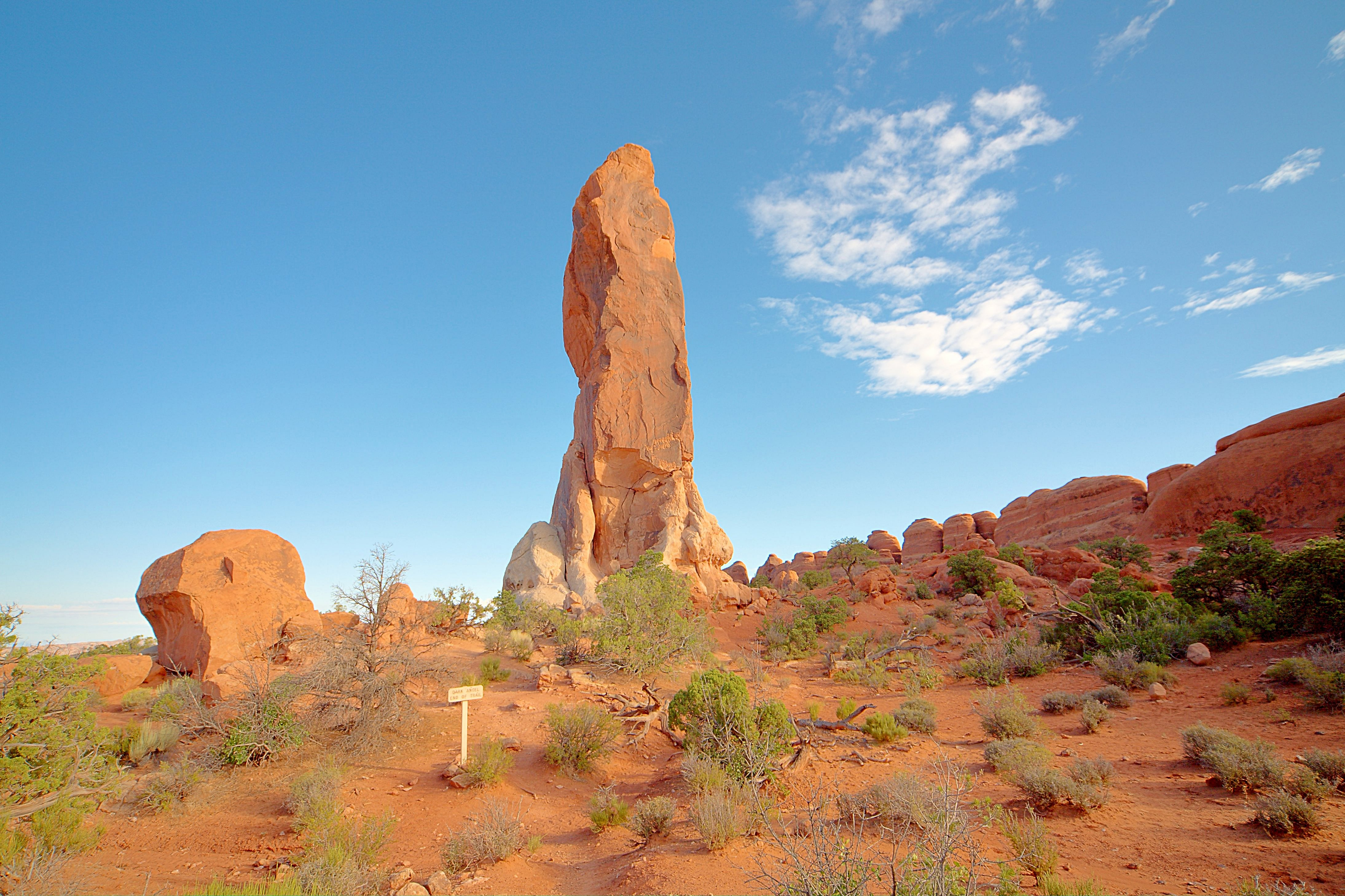
Dark Angel
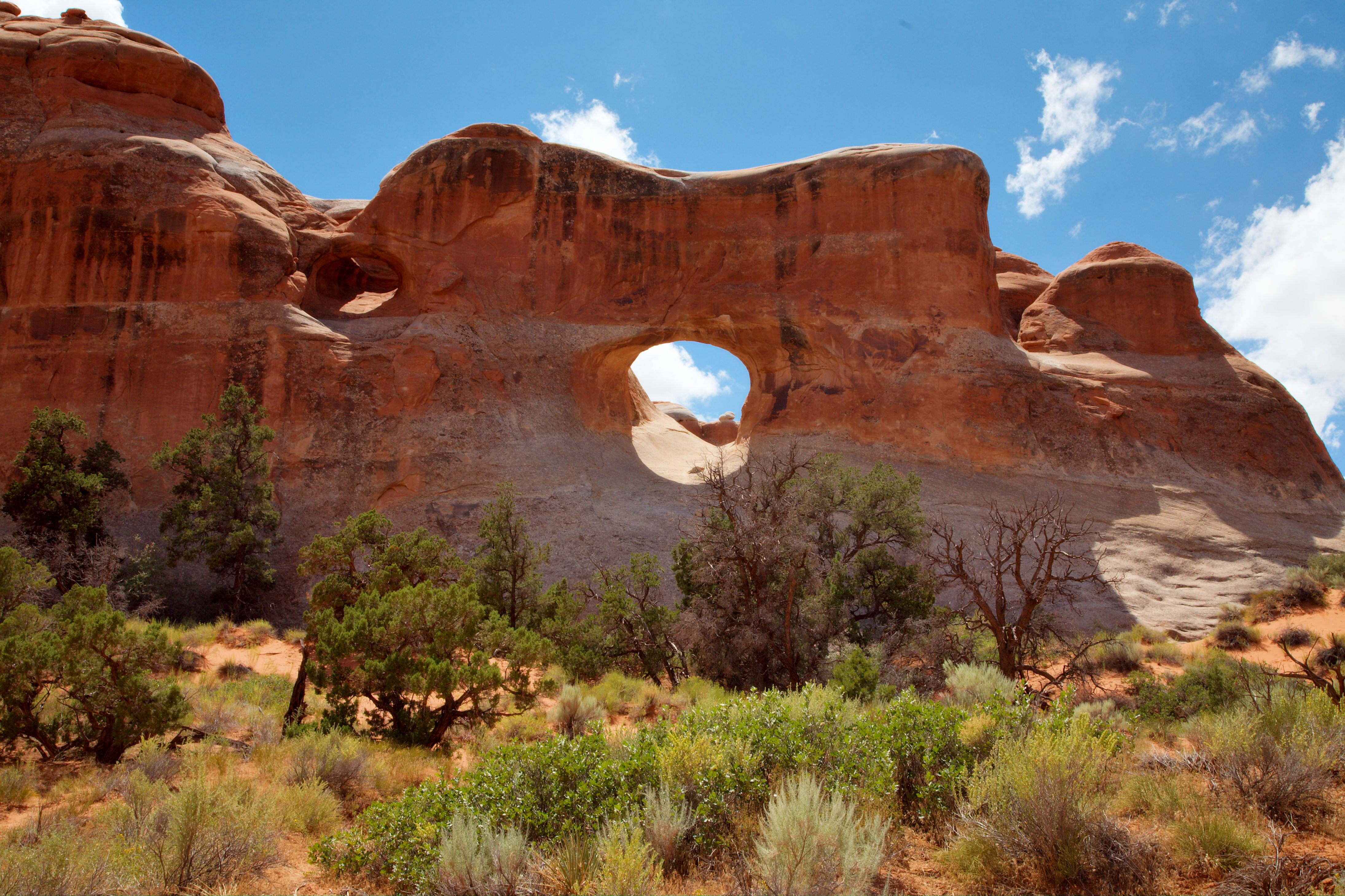
Tunnel Arch
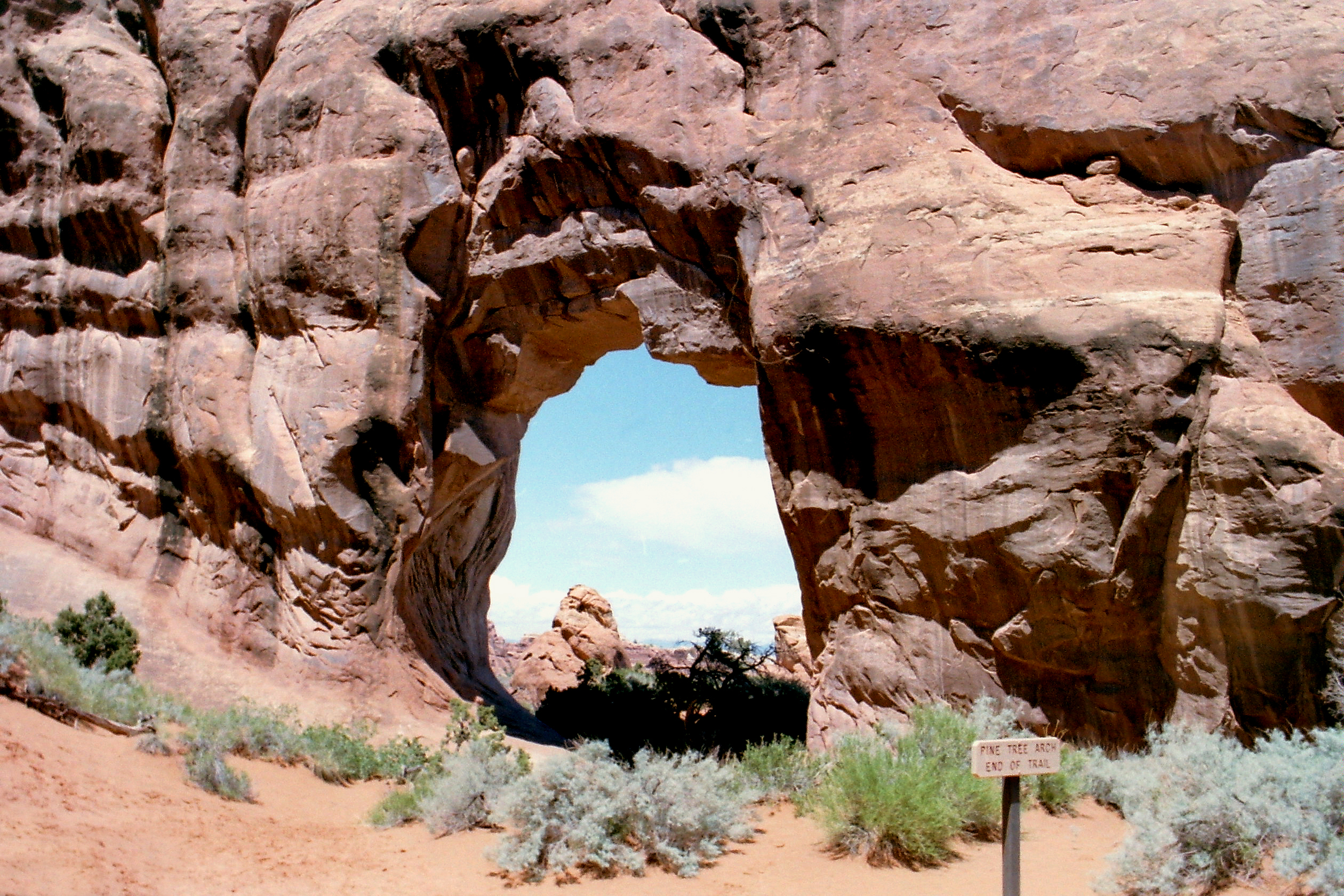
Pine Tree Arch
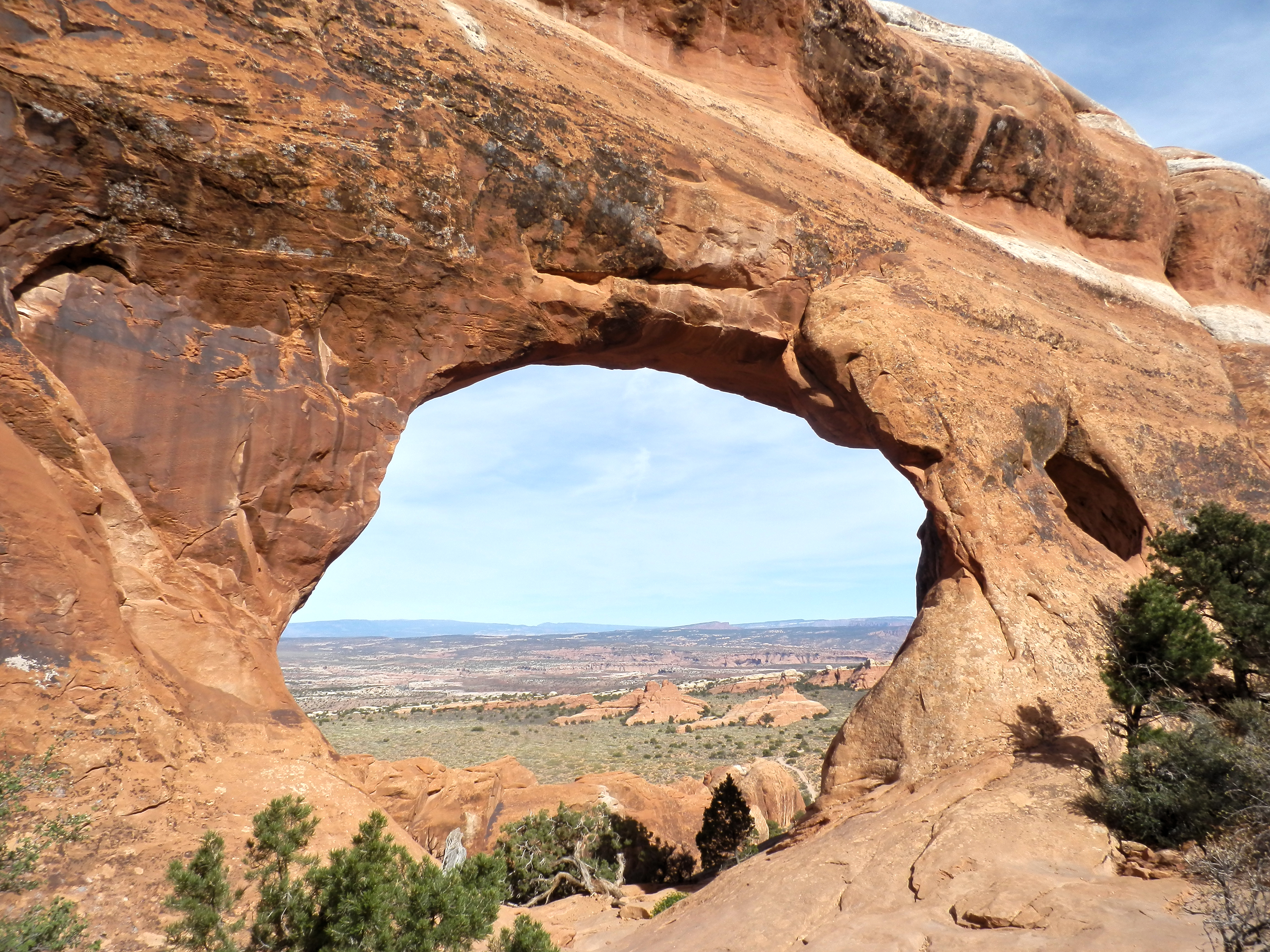
Partition Arch
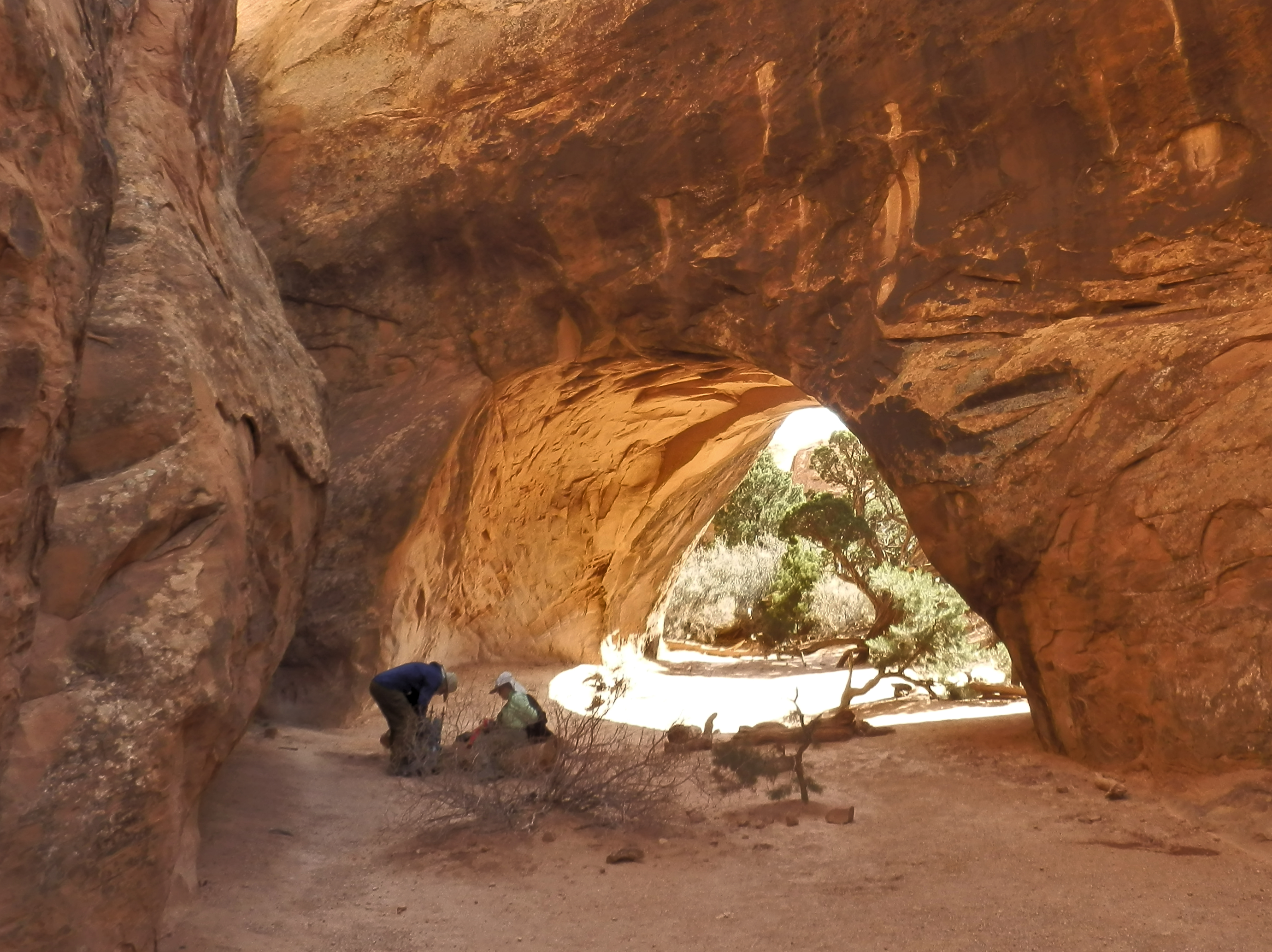
Navajo Arch

## Fordítás
Ez a szócikk részben vagy egészben  a   Devil's Garden című angol Wikipédia-szócikk ezen változatának fordításán alapul.  Az eredeti cikk szerkesztőit annak laptörténete sorolja fel. Ez a jelzés csupán a megfogalmazás eredetét és a szerzői jogokat jelzi, nem szolgál a cikkben szereplő információk forrásmegjelöléseként.